# Jamal Lewis
Jamal Piaras Lewis, född 25 januari 1998 i Luton, är en nordirländsk fotbollsspelare som spelar för São Paulo, på lån från Newcastle United.

## Klubbkarriär
Den 22 december 2017 debuterade Lewis för Norwich City i en 2–1-förlust mot Brentford, där han blev inbytt i den 68:e minuten mot Marco Stiepermann. Lewis blev utsedd till "EFL Young Player of the Month" för september 2018.
Den 8 september 2020 värvades Lewis av Newcastle United, där han skrev på ett femårskontrakt. Den 27 juli 2023 lånades Lewis ut till Watford på ett säsongslån. Den 3 september 2024 lånades han ut till brasilianska São Paulo på ett säsongslån.

## Landslagskarriär
Lewis debuterade för Nordirlands landslag den 24 mars 2018 i en 2–1-vinst över Sydkorea.